# Dealu Botii, Cluj
Dealu Botii este un sat în comuna Beliș din județul Cluj, Transilvania, România.